# David Serendero
David Serendero (* 28. Juli 1934 in Santiago de Chile) ist ein chilenischer Geiger, Dirigent, Komponist und Musikpädagoge.

## Leben
Serendero studierte von 1946 bis 1952 Violine an der Escuela Moderna de Música, danach bis 1959 an der Musikfakultät der Universidad de Chile Musikwissenschaft, Komposition und Violine. Daneben nahm er von 1957 bis 1959 privaten  Unterricht in Orchesterleitung bei Teodoro Fuchs. 1960 besuchte er an der Hochschule für Musik und Theater Hamburg einen Meisterkurs für Violine von Tibor Varga, 1977 einen Internationalen Kurs für Orchesterleitung von Sergiu Celibidache an der Universität Trier.
1955 war Serendero Gründungsmitglied des Orquesta Filarmónica Municipal de Santiago, dann bis 1965 Geiger im Orquesta Sinfónica de Chile. Danach wandte er sich der Orchesterleitung zu und war u. a. Dirigent des Orquesta Filarmónica Osorno (1965–66) und des Orquesta Sinfónica de Chile (1967–72). Von 1973 bis 2008 leitete er das Rheinische Collegium Musicum, daneben war er von 1973 bis 1999 Mitglied des Staatsorchesters Rheinische Philharmonie. Als Gastdirigent wirkte er u. a. in Chile, Mexiko, Argentinien, Peru, Deutschland und Luxemburg.
Von 1962 bis 1972 unterrichtete Serendero an der Musikfakultät der Universidad de Chile. Er initiierte hier am Conservatorio Nacional de Música das Programm für Orchesterleitung, das er bis 1970 leitete, und reorganisierte das Studentenorchester des Konservatoriums.
Als Komponist gewann Serendero mit seiner Kantate La Leyenda de la Creación 1960 den BMI Student Composer Awards. Die Klavierrhapsodie Reinhild wurde 1962 beim achten Festival de Música Chilena der Universidad de Chile mit dem Ehrendiplom ausgezeichnet. Bei der Louis Moreau Gottschalk International Competition der Dillard University gewann er 1970 mit dem Orchesterwerk Statos den Ersten Preis. 2017–18 erschien der größte Teil seiner Instrumentalkompositionen auf sechs CDs. Unter dem Titel Serendero el director erschien 2019 auf sechs CDs eine Sammlung von Aufnahmen verschiedener Sinfonieorchester unter der Leitung Serenderos.

## Werke
- Trío 1952 für zwei Violinen und Viola (1952–53)
- Dúo Heterogéneo für Flöte und Klarinette (1953)
- Pastorales, Madrigal für dreistimmigen Chor (1954)
- Foxtrot für Streichquartett (1955)
- Movimiento de concierto für Viola und Streichorchester (1955)
- Suite Barroca für Violine und Klavier (1956)
- Seis Canciones para piano (1956)
- Tito fue al río Po, humoristisches Madrigal für vierstimmigen Chor (1958)
- Interludio 1959 für Orchester (1958–59)
- La Leyenda de la Creación, Kantate für Siopran, Bass, Chor und Orchester (1959)
- Reinhild, Rhapsodie für Klavier, der Pianistin Reinhild Neumann gewidmet (1961)
- Kergliana, Scherzo für drei Violinen, Max Kergl gewidmet (1961)
- El Ensayo, konzertantes Melodram für Sopran und Instrumentalensemble (1962)
- A la nueva Eva, Magnificat für Sopran, Alt, Tenor, Bass, Chor und Orchester (1963–64)
- Estratos für Orchester (1965–68)
- Contigo, für Tenor und Orchester (1968)
- Obsesiva für Tenor und Orchester (1968)
- Mi Mulata, Bossa nova für Orchester (1968–69)
- Soledad für Sopran und Orchester (1971)
- Astarte, Musical für neun Solisten, sechs Schauspieler, Chor, Ballett und Orchester (1971–77)
- Impresión de Bayreuth, Fantasie für Violine und Klavier (1972)
- Suite Infantil für Orchester (1985)
- Carnaval en el Rhin, sinfonische Dichtung (1988–91)
- Tríptico für Blockflöte und Orchester (1999–2002)
- Muchacha de ojos pardos für Tenor und Orchester (2003)
- Estampas de la Patria für Alt, Tenor, Erzähler und Orchester (2003–05)
- Concierto autobiográfico für Violine und Orchester (2004–07)
- Fantasía für Altsaxophon und Klavier (2006–07)
- Homenaje für Saxophonquartett, Miguel Villafruela gewidmet (2006–07)
- El Bosque encantado, Orchestersuite (2011–12)
- Un gran día, sinfonische Dichtung (2012)
- Invocación y danza ritual für Orchester (2012)
- Sandra, Tango für zwei Klaviere, Sandra Ramos gewidmet (2014)
- Divertimento para instrumentos de viento y percusión (2014)
- Sinfonía del Sur (2016–17)
- Concierto para saxofón contralto y orquesta (2018)
- Danzas de los viejos tiempos für Altsaxophon und Klavier (2020)
- Nuevo amor für Sopran und Orchester (2020)
- Me gustas cuando callas, Madrigal für vierstimmigen Chor (2020)
- La Tartara, Madrigal für vierstimmigen Chor (2020)
- Sinfonía N° 2 (2021)
- Huilo Huilo, sinfonische Dichtung (2021)
- Interludio 2022 für Orchester (2022)
- Concierto para cuerdas, piano y percusión (2022)
- Volcanes de Chile, Orchestersuite (2022–23)
- Día de excursión, Swing-Jazz für Orchester (2023)
- Polca de los atrasados, Schnellpolka für Orchester (2023)
- El reino de los elfos, sinfonische Dichtung (2024)